# Плавер (Айова)
Плавер (англ. Plover) — місто (англ. city) в США, в окрузі Покахонтас штату Айова. Населення — 50 осіб (2020).

## Географія
Плавер розташований за координатами 42°52′36″ пн. ш. 94°37′20″ зх. д. / 42.87667° пн. ш. 94.62222° зх. д. (42.876712, -94.622227).  За даними Бюро перепису населення США в 2010 році місто мало площу 1,41 км², уся площа — суходіл.

## Демографія
Згідно з переписом 2010 року, у місті мешкало 77 осіб у 34 домогосподарствах у складі 20 родин. Густота населення становила 55 осіб/км².  Було 44 помешкання (31/км²).
Расовий склад населення:
| - 98,7 % — білих |

До двох чи більше рас належало 1,3 %. Частка іспаномовних становила 0,0 % від усіх жителів.
За віковим діапазоном населення розподілялося таким чином: 24,7 % — особи молодші 18 років, 57,1 % — особи у віці 18—64 років, 18,2 % — особи у віці 65 років та старші. Медіана віку мешканця становила 46,3 року. На 100 осіб жіночої статі у місті припадало 102,6 чоловіків;  на 100 жінок у віці від 18 років та старших — 100,0 чоловіків також старших 18 років.
Середній дохід на одне домашнє господарство  становив 58 814 долари США (медіана — 36 250), а середній дохід на одну сім'ю — 79 580 доларів (медіана — 55 000). 
Цивільне працевлаштоване населення становило 19 осіб. Основні галузі зайнятості: транспорт — 31,6 %, виробництво — 21,1 %, сільське господарство, лісництво, риболовля — 21,1 %.